# Gary Dineen
Daniel Patrick "Gary" Dineen, född 24 december 1943 i Montréal, död 1 april 2006 i West Springfield, Massachusetts,  var en kanadensisk ishockeyspelare.
Han blev olympisk bronsmedaljör i ishockey vid vinterspelen 1968 i Grenoble.